# Кенет Ароу
Кенет Ароу (енгл. Kenneth Arrow; Њујорк, 23. август 1921 — 21. фебруар 2017) био је амерички економиста, добитник Нобелове награде.
Ароу је дипломирао друштвене науке, а магистрирао математику и докторирао економију (1951) на Колумбији. Предавао је на Станфорду, Харварду и поново Станфорду.
Ароу је био један од водећих економских теоретичара 20. века. Дао је фундаменталне доприносе на подручјима као што су теорија друштвеног избора, теорија опште равнотеже, економика информација и теорија привредног раста. 
На почетку каријере показао је својом познатом и наоко парадоксалном теоремом о немогућности да је, уз поштовање неких разумних претпоставки, немогуће постојање функције друштвеног избора, односно да није могуће наћи механизам одлучивања који би донео колективан избор на основу индивидуалних преференција, тј. који не би био диктаторски. 
Дао је велики допринос, заједно са Жераром Дебреом, коначном доказивању егзистенције и стабилности равнотеже у неовалрасијанском моделу опште равнотеже. 
Иницирао је стварање ендогеног модела привредног раста, у коме се технички прогрес, као основни покретач раста, не објашњава ван модела, већ самим моделом.
Ароу је практично оснивач економике информација, посебно теорије асиметричних информација, код којих једна страна у трансакцији зна више о предмету трансакције него друга.
На свим овим подручјима, Кенет Ароу је покренуо истраживачки рад великих размера током следећих деценија.
Добио је Нобелову награду за економију 1972. године, заједно са Џоном Хиксом, „за пионирске доприносе теорији опште економске равнотеже и економици благостања” (из образложења).